# Трошер
Троше́р (фр. Trochères) — коммуна во Франции, находится в регионе Бургундия. Департамент коммуны — Кот-д’Ор. Входит в состав кантона Мирбо-сюр-Без. Округ коммуны — Дижон.
Код INSEE коммуны — 21644.

## Население
Население коммуны на 2010 год составляло 180 человек.
| 1962 | 1968 | 1975 | 1982 | 1990 | 1999 | 2010 |
| ---- | ---- | ---- | ---- | ---- | ---- | ---- |
| 119  | 101  | 83   | 129  | 118  | 136  | 180  |

## Экономика
В 2010 году среди 125 человек трудоспособного возраста (15—64 лет) 94 были экономически активными, 31 — неактивными (показатель активности — 75,2 %, в 1999 году было 79,8 %). Из 94 активных жителей работали 90 человек (46 мужчин и 44 женщины), безработных было 4 (3 мужчин и 1 женщина). Среди 31 неактивных 18 человек были учениками или студентами, 8 — пенсионерами, 5 были неактивными по другим причинам.